# Iadi (mitologia)
Le Iadi (in greco antico: Ὑαδες?, Hyades) sono personaggi della mitologia greca. Il loro nome significa "portatrici di pioggia" e sono delle ninfe dei boschi, delle fonti e delle paludi.

## Genealogia
Erano figlie del primo leggendario re della Mauretania, il titano Atlante e dell'Oceanina Pleione(che Ovidio chiama Etra).

## Mitologia
I nomi e quantità delle Iadi variano a seconda dell'autore, Esiodo ed Igino elencano i nomi di cinque sorelle: Pasitoe, Coronide, Ambrosia (o Cleia), Polisso (o Faio) ed Eudora, mentre altre fonti citano solo alcune di esse e spesso con quantità inferiori e con nomi diversi.
Avevano un fratello di nome Iante ed alcune storie raccontano che questi morì in una battuta di caccia e che le Iadi piansero la sua morte fino a quando Zeus (compassionato del loro amore) decise di trasformarle nell'asterismo delle Iadi e di porle sulla fronte del Toro, a tracciarne le corna..
Altri miti narrano della loro partecipazione all'educazione di Dioniso.